# Vini Vrh
Vini Vrh – wieś w Chorwacji, w żupanii karlowackiej, w mieście Ozalj. W 2011 roku liczyła 4 mieszkańców.